# Komsomolskaïa (métro de Moscou, ligne Koltsevaïa)
Pour les articles homonymes, voir Komsomolskaïa (métro de Moscou).
Komsomolskaïa (en russe : Комсомо́льская et en anglais : Komsomolskaya)  est une station de la ligne circulaire Koltsevaïa (ligne 5 marron) du métro de Moscou, située sous la place Komsomolskaïa sur le territoire de l'arrondissement Mechtchanski dans le district administratif central de Moscou.
Elle est mise en service en 1952, lors de l'ouverture de la deuxième section de la ligne circulaire.
Elle permet des correspondances avec les trains des gares de Léningrad, de Iaroslavl et de Kazan.

## Situation sur le réseau
Établie en souterrain, à 37 mètres sous le niveau du sol, la station Komsomolskaïa est située au point 181+74,6 de la ligne circulaire Koltsevaïa (ligne 5 marron), entre les stations Prospekt Mira et Kourskaïa.

## Histoire
La station Komsomolskaïa est mise en service le 30 janvier 1952, lors de l'ouverture à l'exploitation de la deuxième section de la ligne circulaire, entre Kourskaïa et Belorousskaïa.
Le dernier tronçon, entre Belorousskaïa et Park koultoury, permettant l'achèvement de la ligne circulaire est ouvert le 14 mars 1954.

## Patrimoine architectural
Le premier segment sud de la ligne Koltsevaïa est consacré à la victoire sur l'Allemagne nazie, et le segment nord (entre les stations Belorousskaïa et Komsomolskaïa) est consacré au thème de l'après-guerre.
Cependant, le décor de la station fait clairement une exception : l'architecte Alexeï Chtchoussev conçu celle-ci comme l'illustration du discours historique prononcé par Joseph Staline, le 7 novembre 1941, dans lequel il évoquait les souvenirs d'Alexandre Nevski, de Dimitri Donskoï et d'autres figures militaires russes. Ainsi, tous ces personnages et leurs principaux faits d'armes furent représentés sur les mosaïques de la station conçues par Pavel Korine :
- la bataille du lac Peïpous, victoire d'Alexandre Nevski en 1242
- la bataille de Koulikovo, victoire de Dimitri Donskoï en 1380
- les temps des troubles avec Kouzma Minine et Dmitri Pojarski en 1612
- la traversée des Alpes par Alexandre Souvorov lors de la Campagne d'Italie en 1799
- Mikhaïl Koutouzov et la bataille de la Moskova en 1812
- la remise des bannières de commandement des gardes soviétiques sur la place Rouge en présence de Staline. Elle fut remplacée depuis par une mosaïque représentant Lénine prononçant un discours sur cette même place
- les troupes soviétiques au palais du Reichstag, à la fin de la bataille de Berlin en 1945
- la parade de la Victoire en 1945 en présence de Staline sur le mausolée de Lénine. Pour les mêmes raisons que la remise de bannières, celle-ci fut remplacée par une mosaïque représentant une jeune fille (symbolisant la Mère Russie) debout sur les bannières nazis devant le même mausolée, mais tenant le marteau et la faucille dans une main, et une branche de palmier dans l'autre.

Mosaïques de la station
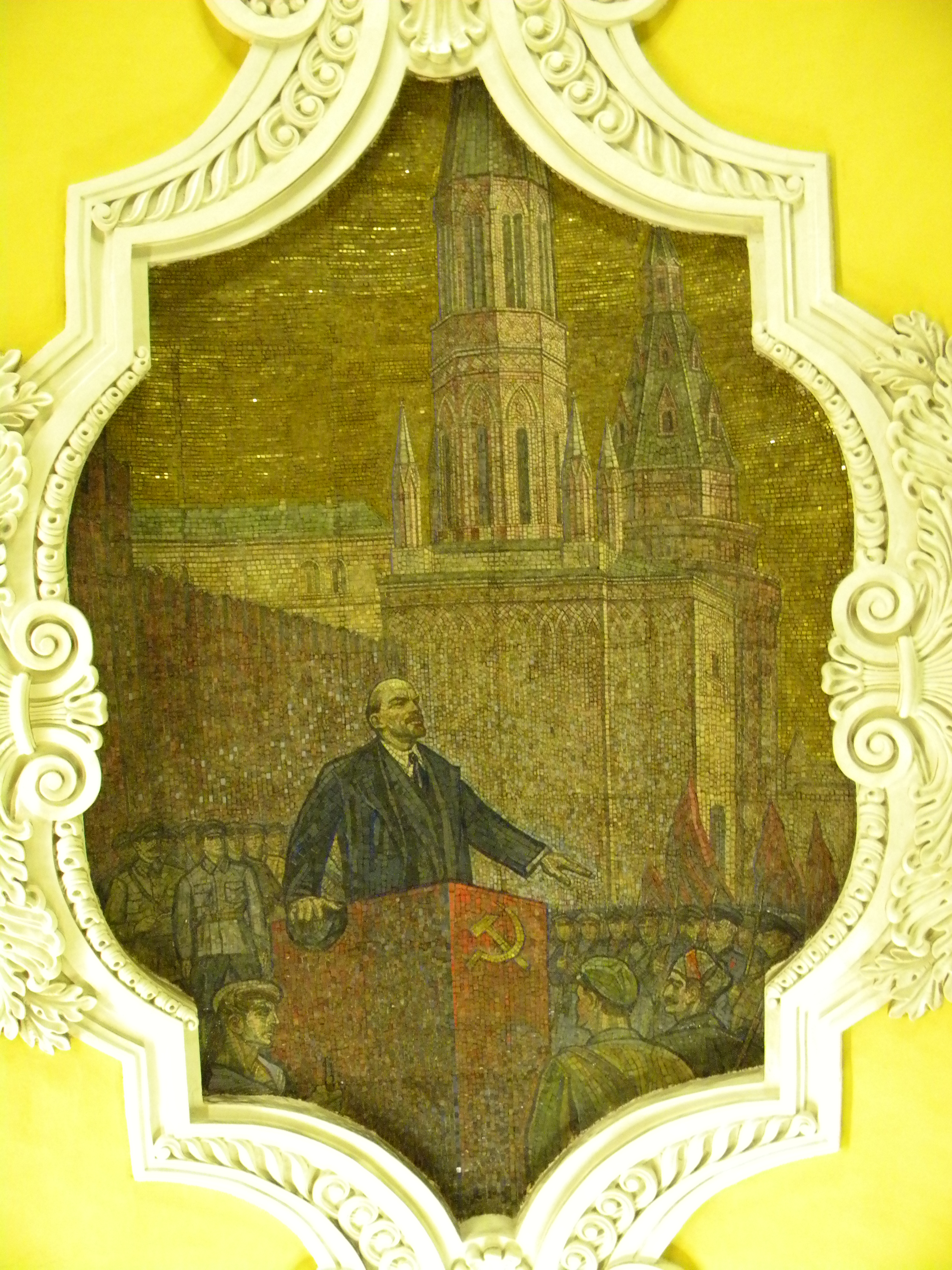
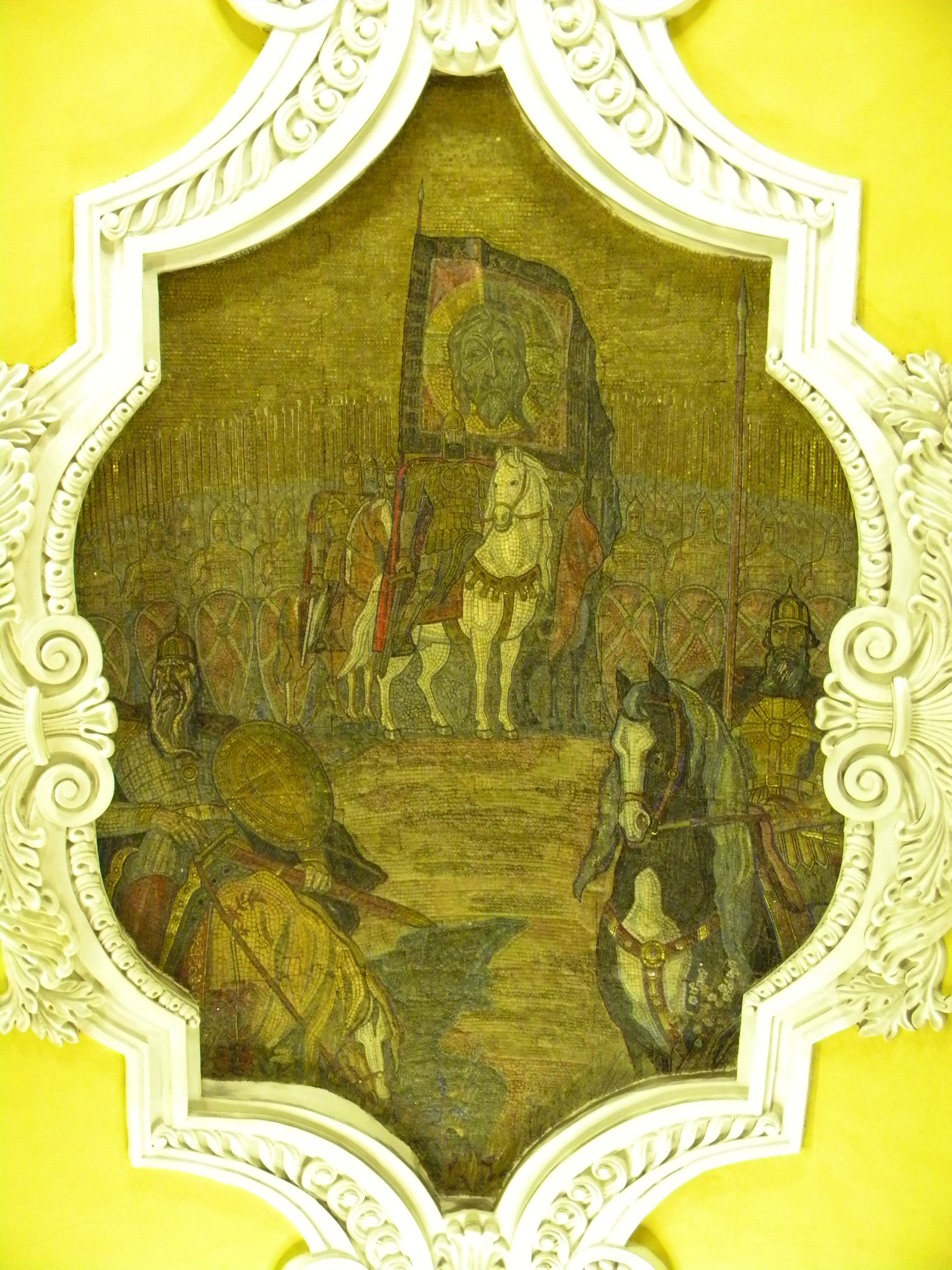
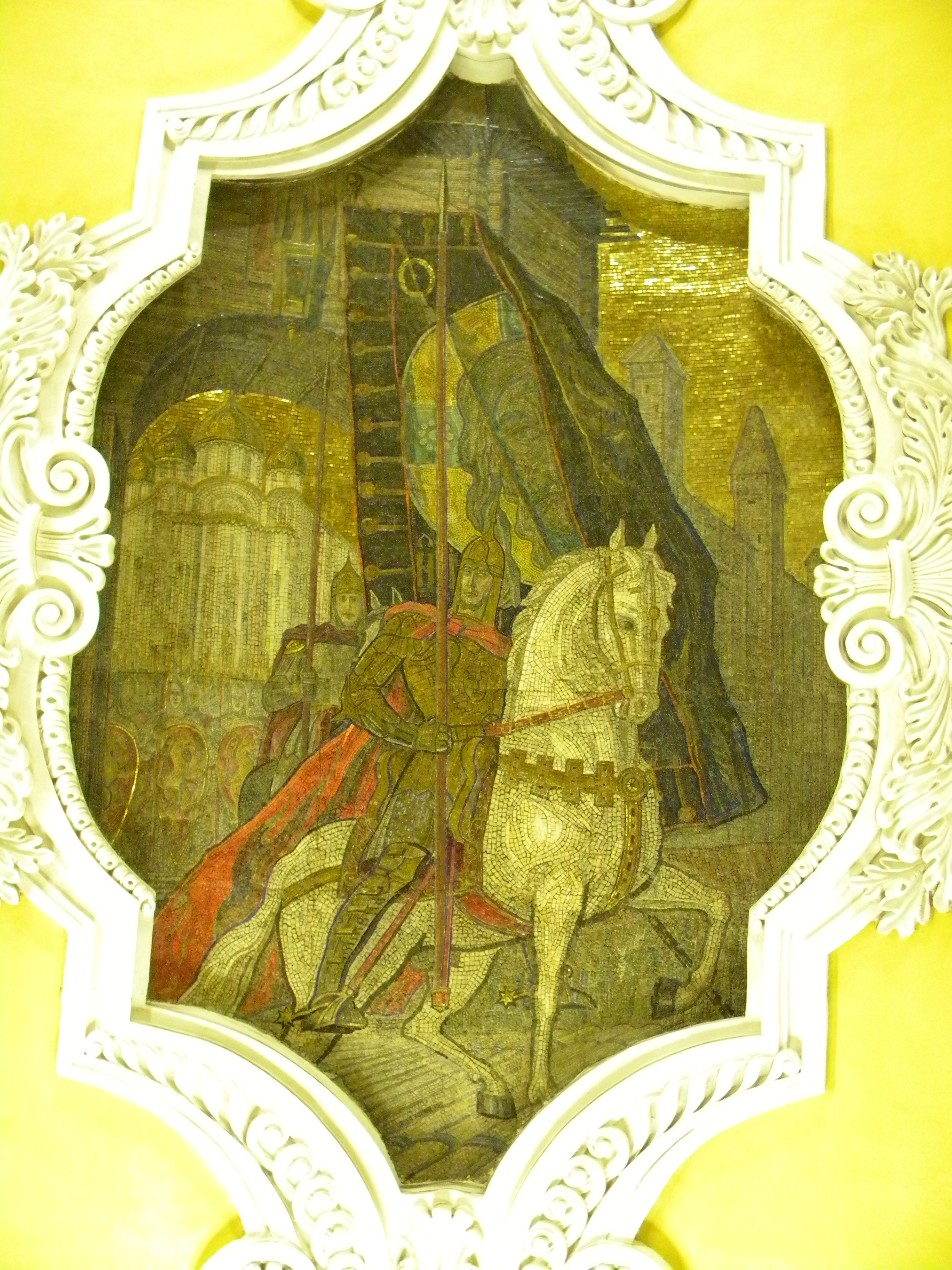